# Gene Deitch
Gene Deitch (Chicago, 8 d'agost de 1924 - Praga, 16 d'abril de 2020) va ser un il·lustrador, animador i director estatunidenc. A més de dirigir el curtmetratge Munro (1960), que va guanyar un premi Oscar en la categoria de millor curtmetratge animat, va ser conegut pel seu treball en les sèries de Popeye i Tom i Jerry.

## Biografia
Va néixer el 8 d'agost de 1924 a Chicago (Illinois), fill del venedor Joseph Deitch i la seva esposa Ruth Delson Deitch. En 1929 la seva família es va mudar a Califòrnia i Deitch va anar a l'escola a Hollywood. Es va graduar a l'Escola Preparatòria de Los Angeles el 1942 i va començar a treballar per a l'empresa North American Aviation, dibuixant plans d'avions. En 1943 va ser reclutat i va rebre entrenament de pilot abans de contreure pneumònia i ser donat de baixa honorablement al maig de l'any següent.
Entre 1945 i 1951, durant els primers anys de la seva carrera, va ser un col·laborador freqüent de The Record Changer, una revista de jazz per a la qual va dibuixar portades i il·lustracions. En la dècada de 1950 Deitch va ser un dels primers partidaris i enginyer d'àudio de Connie Converse, una de les primeres cantautores estatunidenques. Converse va aparèixer una vegada en la cadena de televisió CBS degut en part a les connexions que Deitch hi tenia, però va aconseguir poc èxit i finalment va abandonar la música només per a ser redescoberta dècades després, a través d'enregistraments que Deitch havia fet de la seva música el 1954.
En 1955, Deitch va ingressar com a aprenent a l'estudi d'animació United Productions of America (UPA), i posteriorment es va convertir en el director creatiu de l'estudi Terrytoons, creando personajes como Sidney the Elephant, Gaston Le Crayon, el popular Tom Terrific i Clint Clobber. A partir de 1955, mentre treballava en UPA, va escriure i va dibuixar per a United Feature Syndicate la tira còmica The Real-Great Adventures of Terr’ble Thompson!, Hero of History, protagonitzada per un nen que participava de diferents aventures. La companyia discogràfica Little Golden Records havia gravat un radioteatro de Terr'ble Thompson, amb la participació de l'actor Art Carney i el músic Mitch Miller. Aquest producte va inspirar la tira còmica, que va ser publicada entre el 16 d'octubre de 1955 i el 14 d'abril de 1956. A principios de 1958, su cortometraje animado Sidney's Family Tree fue nominado a un premio Óscar. A principis de 1958, el seu curtmetratge animat Sidney's Family Tree va ser nominat a un premio Óscar. L'agost de 1958, Deitch va ser acomiadat de Terrytoons i va crear el seu propi estudi a Nova York anomenat Gene Deitch Associates, Inc., que principalment produïa anuncis comercials de televisió.
Quan el seu client Rembrandt Films es va comprometre a finançar Munro, un curtmetratge animat que Deitch volia fer, el director va traslladar a la seva companyia a Praga (Txecoslovàquia), a l'octubre de 1959. El seu pla inicial era passar només uns dies a Praga, però després de conèixer a la seva futura esposa, Zdenka, va decidir mudar-se permanentment a la ciutat. Munro es va estrenar a Txecoslovàquia al setembre de 1960 i als Estats Units el 5 d'octubre de 1961, com un curt que precedia a la pel·lícula Breakfast at Tiffany's. La cinta va guanyar un premi Oscar en la categoria de millor curtmetratge animat el 1961, convertint-se en el primer curt produït fora dels Estats Units a rebre aquest guardó.
Entre 1960 i 1963 va col·laborar amb Rembrandt per a dirigir dibuixos animats de Popeye per a televisió, amb la col·laboració de King Features, i de 1961 a 1962 va dirigir 13 nous curtmetratges de Tom i Jerry per a Metro-Goldwyn-Mayer. Els curtmetratges que va fer de Tom i Jerry presentaven diverses diferències amb els originals de William Hanna i Joseph Barbera, i en general van rebre una resposta desfavorable de la crítica i del públic, encara que amb el pas dels anys van anar acumulant un major reconeixement. El propi Deitch va assenyalar dècades després que la idea de treballar amb aquests personatges no va ser una cosa que va triar voluntàriament, ja que li disgustava que tinguessin una violència "sense sentit" i fossin "francament racistes", però es va veure obligat a fer-ho ja que la seva carrera estava en joc. El director va atribuir el mal resultat a, entre altres coses, el fet de treballar en un altre país amb artistes que no coneixien els dibuixos animats originals, i problemes de pressupost.
Amb la col·laboració del productor William L. Snyder, Deitch va treballar en una sèrie de curtmetratges basats en la tira de premsa Krazy Kat, de King Features, entre 1962 i 1964. A partir de 1965 va començar a estrenar dibuixos animats d'un personatge propi, Nudnik, el primer curtmetratge del qual, Here's Nudnik va ser nominat a un premi Oscar. En 1966 va estrenar el llargmetratge Alice of Wonderland in Paris, una antologia que reunia adaptacions de contes d'escriptors com Eve Titus, Crockett Johnson, James Thurber i Ludwig Bemelmans. Un altre treball que va ajudar a produir va ser la sèrie animada The Bluffers, estrenada el 1986, que va estar basada en una de les seves idees.
Des de 1969 fins al seu retir en 2008, va ser el principal director d'animació de la productora Weston Woods Studios de Connecticut, on va treballar realitzant adaptacions de llibres infantils. Deitch va adaptar 37 curtmetratges animats per a Weston Woods, des de Drummer Hoff el 1969 fins a Voyage to the Bunny Planet en 2008. Al febrer de 2004 va rebre el premi Winsor McCay durant els Premis Annie d'aquell any, lliurat per ASIFA-Hollywood per la seva trajectòria en la indústria de l'animació.
Va morir el 16 d'abril de 2020 als 95 anys a Praga.

## Família
Deitch va conèixer a la seva primera esposa, Marie, quan tots dos treballaven per a l'empresa North American Aviation. Es van casar el 1943. Els seus tres fills, Kim, Simon i Seth Deitch, són artistes i escriptors de còmic underground i alternatiu.
En 1960, mentre vivia a Praga, va conèixer Zdenka Najmanová, gerent de producció a l'estudi Bratři v triku, on ell també treballava. Es van casar el 1964. Va escriure les seves memòries, For the Love of Prague, que estan basades en la seva experiència vivint en aquella ciutat. Segons Deitch, encara que va ser investigat per la StB i el seu telèfon va ser intervingut, mai es va adonar de la seva presència i mai va ser interrogat ni arrestat.